# Perinereis nuntia
Perinereis nuntia är en ringmaskart som först beskrevs av Savigny in Lamarck 1818.  Perinereis nuntia ingår i släktet Perinereis och familjen Nereididae.

## Underarter
Arten delas in i följande underarter:
- P. n. bombayensis
- P. n. djiboutensis
- P. n. majungaensis
- P. n. vallata